# 影なき狙撃者
『影なき狙撃者』（かげなきそげきしゃ、The Manchurian Candidate）はリチャード・コンドンによる1959年のスパイ小説。朝鮮戦争で捕虜となり、洗脳を受けて米国に帰国した政治一家の息子が、共産党の暗殺者として暗躍するという、冷戦をモチーフにしたストーリー。原題は「満州からの候補者」の意。
洗脳、スパイ、要人暗殺などという発表当時は斬新な題材が盛りこまれており、ジョセフ・マッカーシーによる「赤狩り」が吹き荒れていた1950年代米国の不安を浮き彫りにした作品。後に米国では、原題を小文字にしたManchurian candidateが「洗脳された人」という意味を持つようになり、2008年アメリカ合衆国大統領選挙では、民主党候補者のバラク・オバマは隠れイスラム教徒、共和党候補者のジョン・マケインはベトナム戦争中、北ベトナムで捕虜になっている間に洗脳されたとして、それぞれ保守派からManchurian candidateだと中傷された。
1962年に同名で、また、2004年には『クライシス・オブ・アメリカ』のタイトルで二度映画化された。

## あらすじ
朝鮮戦争から帰還した陸軍軍曹レイモンド・ショーは、部隊を救った英雄として議会名誉勲章を授けられたが、実は満州で捕虜になっている間に中国の専門家たちから洗脳を受けており、彼らの意のままに人を殺すようプログラムされて帰国していたのであった。上官マーコをはじめレイモンドの戦友たちは、身に覚えのない悪夢を見るなど奇妙な症状に悩まされていた。調査を開始したマーコは、レイモンドが暗殺者に仕立て上げられており、彼の本当の標的が米大統領選挙の指名候補者であることに気付く。